# Ashe County

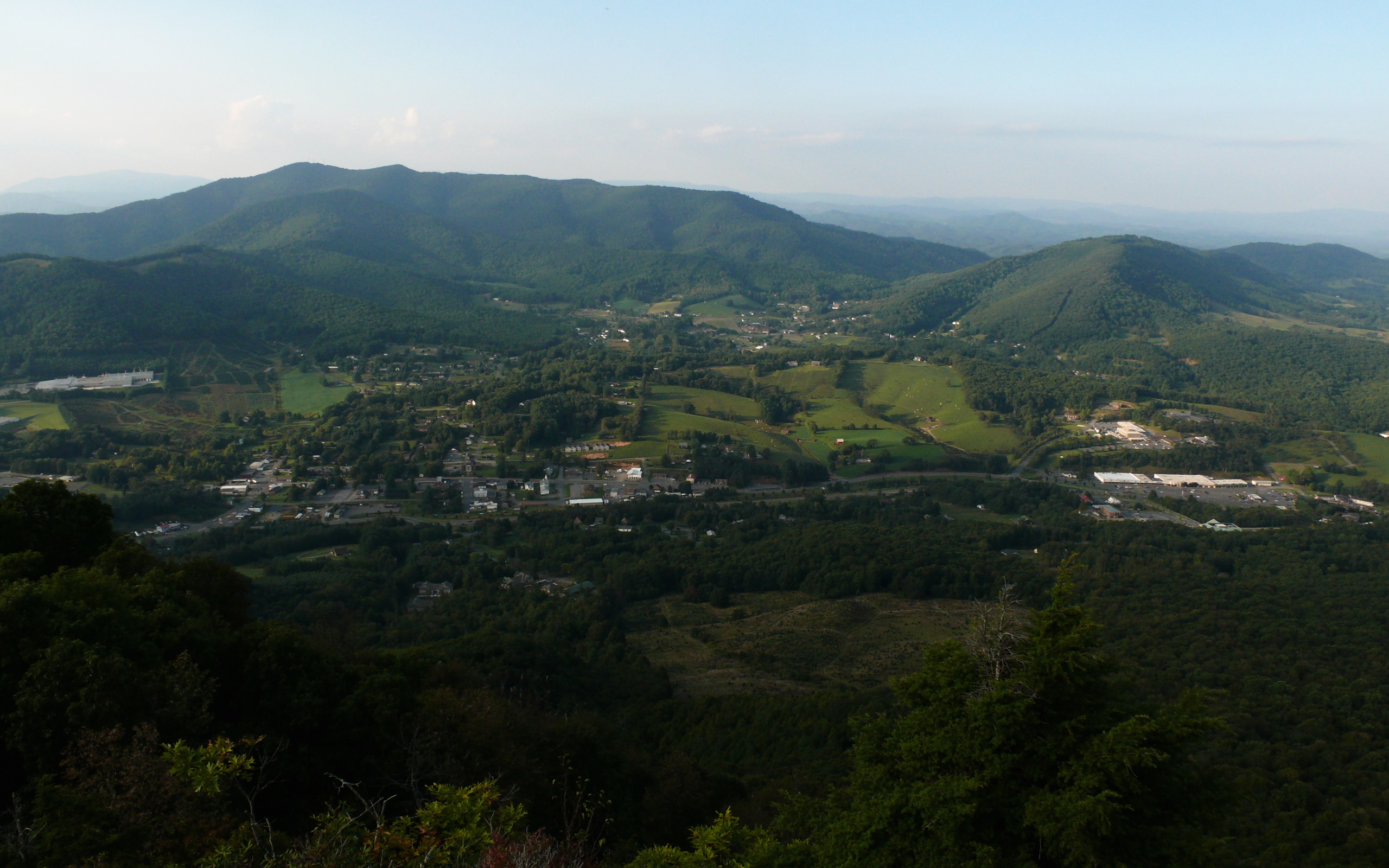
Blick über das County und auf den Mount Jefferson

Ashe County ist ein County im Bundesstaat North Carolina der Vereinigten Staaten. Der Verwaltungssitz (County Seat) ist Jefferson, das nach dem Präsidenten Thomas Jefferson benannt wurde.

## Geographie
Das County liegt im äußersten Nordwesten von North Carolina, grenzt im Norden an Virginia, im Westen an Tennessee und hat eine Fläche von 1105 Quadratkilometern, wovon 2 Quadratkilometer Wasserfläche sind. Es grenzt in North Carolina im Uhrzeigersinn an folgende Countys: Alleghany County, Wilkes County und Watauga County.
Ashe County ist in 19 Townships aufgeteilt: Chestnut Hill, Clifton, Creston, Elk, Grassy Creek, Helton, Horse Creek, Hurricane, Jefferson, Laurel, North Fork, Obids, Old Fields, Peak Creek, Pine Swamp, Piney Creek, Pond Mountain, Walnut Hill und West Jefferson.

## Geschichte
Ashe County wurde am 18. November 1799 aus Teilen des Wilkes County gebildet. Benannt wurde es nach Samuel Ashe, dem neunten Gouverneur von North Carolina und Patrioten im Amerikanischen Unabhängigkeitskrieg.
24 Bauwerke und Stätten des Countys sind insgesamt im National Register of Historic Places eingetragen (Stand 22. Februar 2018).

## Demografische Daten
Nach der Volkszählung im Jahr 2000 lebten im Ashe County 24.384 Menschen. Davon wohnten 301 Personen in Sammelunterkünften, die anderen Einwohner lebten in 10.411 Haushalten und 7.423 Familien. Die Bevölkerungsdichte betrug 22 Einwohner pro Quadratkilometer. Ethnisch betrachtet setzte sich die Bevölkerung zusammen aus 97,16 Prozent Weißen, 0,66 Prozent Afroamerikanern, 0,32 Prozent amerikanischen Ureinwohnern, 0,23 Prozent Asiaten, 0,01 Prozent Bewohnern aus dem pazifischen Inselraum und 1,05 Prozent aus anderen ethnischen Gruppen; 0,56 Prozent stammten von zwei oder mehr Ethnien ab. 2,42 Prozent der Bevölkerung waren spanischer oder lateinamerikanischer Abstammung.
Von den 10.411 Haushalten hatten 26,2 Prozent Kinder unter 18 Jahren, die bei ihnen lebten. 59,4 Prozent davon waren verheiratete, zusammenlebende Paare, 8,4 Prozent waren allein erziehende Mütter und 28,7 Prozent waren keine Familien. 25,8 Prozent waren Singlehaushalte und in 12,1 Prozent lebten Menschen mit 65 Jahren oder älter. Die Durchschnittshaushaltsgröße betrug 2,31 und die durchschnittliche Familiengröße war 2,75 Personen.
19,8 Prozent der Bevölkerung waren unter 18 Jahre alt. 7,5 Prozent zwischen 18 und 24 Jahre, 27,0 Prozent zwischen 25 und 44 Jahre, 27,7 Prozent zwischen 45 und 64, und 18,0 Prozent waren 65 Jahre alt oder Älter. Das Durchschnittsalter betrug 42 Jahre. Auf alle weibliche Personen kamen 97,4 männliche Personen. Auf alle Frauen im Alter von 18 Jahren oder darüber kamen 94,9 Männer.
Das jährliche Durchschnittseinkommen eines Haushalts (Median) betrug 28.824 US-$, das Durchschnittseinkommen einer Familie 36.052 $. Männer hatten ein durchschnittliches Einkommen von 25.666 $, Frauen 19.983 $. Das Prokopfeinkommen betrug 16.429 $. 13,5 Prozent der Bevölkerung und 10,1 Prozent der Familien lebten unterhalb der Armutsgrenze. 16,3 Prozent von ihnen sind Kinder und Jugendliche unter 18 Jahre und 17,3 Prozent sind 65 Jahre oder älter.

## Städte und Gemeinden
- Jefferson
- Lansing
- Ore Knob
- Transou
- West Jefferson